# Kofta
La kofta denominada també köfte, kafta, kufta o kafteh (کوفته en persa) és una família de diferents preparacions fetes amb carn picada (similar en alguns casos a les mandonguilles) i molt habitual en l'Orient Mitjà, l'Índia i els Balcans.

## Característiques
En la seva forma més simple es tracta d'unes boles elaborades amb carn picada, similars a les mandonguilles, es fa servir carn de vaca o d'anyell que se sol barrejar amb diferents espècies i de vegades també amb cebes picades. La carn se sol barrejar en algunes ocasions amb arròs, burghul, verdures, o ou per a formar una pasta que després es rosteix. Les Koftas s'elaboren en algunes ocasions amb peix o verdures en comptes de carn, especialment a l'Índia. Poden cuinar-se a la graella, fregides, al vapor, o marinades, i poden ser servides amb salses ricament condimentades amb espècies. Totes aquestes variants poden trobar-se al Nord d'Àfrica, el Mediterrani, l'Europa Central, Àsia i l'Índia. D'acord amb una investigació realitzada el 2005 per una companyia de processament d'aliments, existeixen prop de 291 tipus diferents de köfte a Turquia, on és molt popular.

## Denominacions

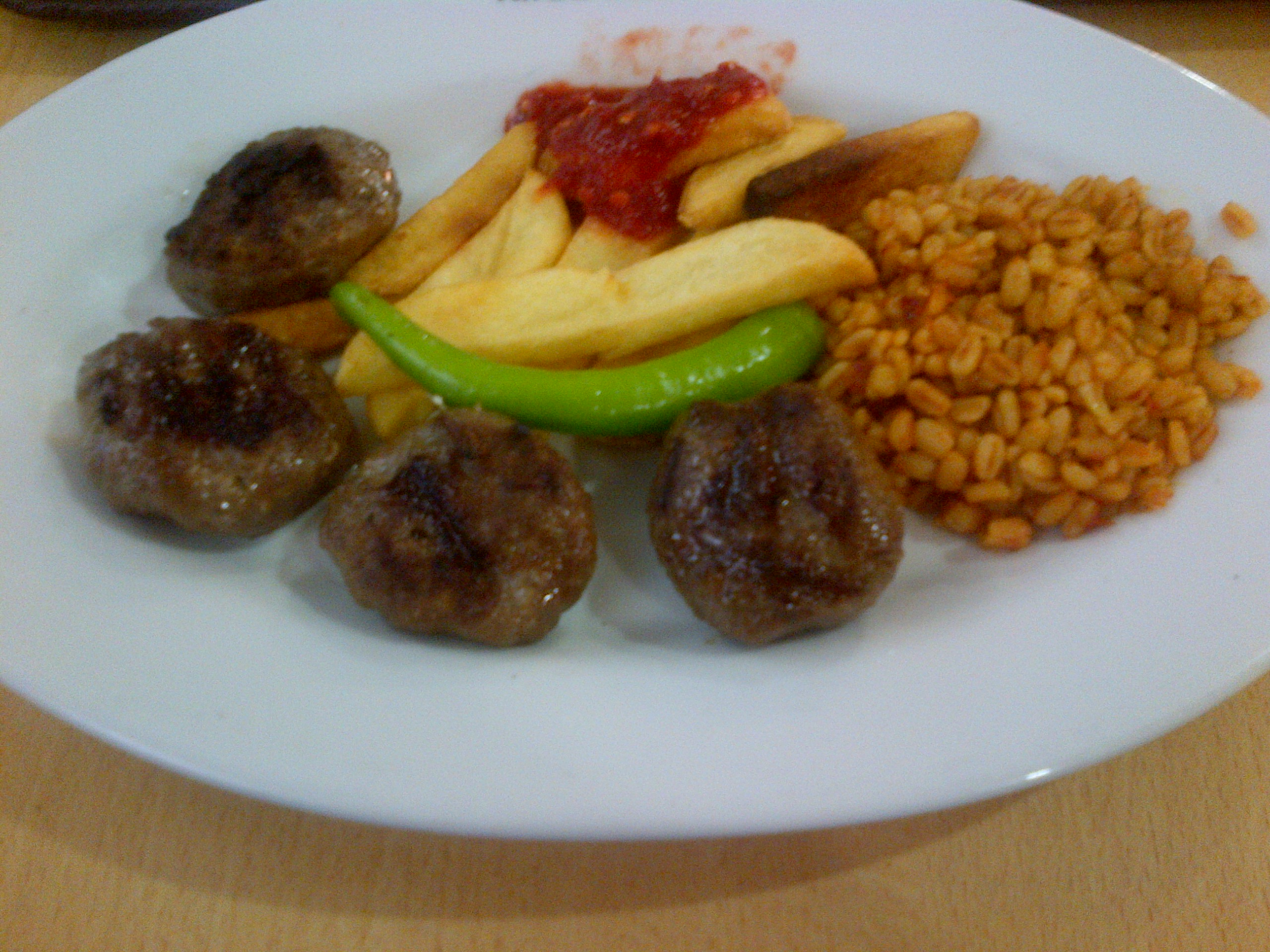
Köftes amb patates fregides i "bulgur pilavı" de la cuina turca.

- Als països àrabs, es coneix com a kufta' (كفته)
- A l'Iran es denomina kofteh (کوفته)
- A Turquia, es denomina köfte
- A l'Azerbaidjan, es denomina küftə
- A Bòsnia i Hercegovina, Sèrbia i Croàcia, es denomina ćufte (ћуфте) (en singular ćufta (ћуфтa)).
- A Bulgària i Macedònia del Nord, es denomina kyufteta (кюфтета) (singular kyufte (кюфте)).
- A Grècia, es denomina keftedes (κεφτέδες) ο keftedakia (κεφτεδάκια) (en singular keftes (κεφτές)).
- A Romania, es denomina chiftele (en singular chiftea).
- A Armènia, es denomina kyufta (en singular és idèntic al plural).
- A Albània, es denomina qofte.
- A l'Índia, es denomina kofta.
- A Pakistan, es denomina kofte.
- A Líban, es denomina kafta.